# Богдан (протовестијар)
Богдан (1407–26), је био српски великаш у служби деспота Стефана Лазаревића (1402–27), са титулом протовестијара (финансијског управника).
Био је ктитор манастира Каленића, подигнутог 1407–1413. Помиње се 1426. године уз великог војводу Радослава, челника Радича и логотета Воихну.
Имао је брата Петра. Жена му се звала Милица.